# Monumento Carro de Boi
O Monumento dos Imigrantes ou Monumento Carro de Boi é um monumento situado na cidade de Campo Grande, próximo ao Horto-Florestal. É considerado o Marco da Fundação da cidade. Este monumento marca o local onde chegaram as primeiras famílias de migrantes em Campo Grande, que vieram de Minas Gerais desbravar a região. Idealizado pelas artistas plásticas Neide Ono e Marisa Oshiro Tibana, e construído em 1996, o monumento é representado por um carro de boi, meio de locomoção utilizado pelos colonizadores da cidade.